# Rainer Holzschuh
Rainer Holzschuh (ur. 17 czerwca 1944 w Bad Kissingen, zm. 7 października 2021) – niemiecki dziennikarz.
W latach 1983–1988 był rzecznikiem prasowym Deutscher Fußball-Bund. Od 1988 był redaktorem naczelnym „Kickera”. Od 1990 do 2000 był prezydentem ESM.